# Ferrovia Roma-Civitavecchia
La ferrovia Roma-Civitavecchia è una linea ferroviaria italiana che collega la città di Civitavecchia alla capitale d'Italia come parte della ferrovia Tirrenica. Aperta nel 1859 nell'allora Stato Pontificio, risulta essere una delle più antiche ferrovie costruite sul suolo italiano.

## Storia
Sotto il pontificato di papa Pio IX, iniziato nel 1846, anche lo Stato Pontificio decise di dotarsi di una propria ferrovia, in linea con quanto stava già accadendo negli altri stati della penisola italiana. Nelle intenzioni della Santa Sede vi era la creazione di un collegamento ferroviario tra Roma, capitale dello Stato Pontificio, e il porto di Civitavecchia, che garantiva un florido commercio internazionale risultando essere lo scalo portuale più importante del Lazio. Nel 1854 l'ingegnere Gustavo Guerin definì il progetto della ferrovia Roma-Civitavecchia: su iniziativa dell'imprenditore Luigi Maria Manzi fu allora possibile la creazione, con sede a Parigi, di un'apposita società, poi confluita nella Società Generale delle Strade Ferrate Romane, che nell'aprile 1856 ottenne l'autorizzazione a costruire e in seguito gestire la strada ferrata.
I lavori furono avviati il 9 ottobre 1856 e furono appaltati all'imprenditore francese Hubert Débrousse, già rinomato nel campo delle costruzioni ferroviarie, che impiegò 950 operai suddivisi in 27 cantieri. In appena trenta mesi la ferrovia fu completata: effettuati con successo i primi viaggi di prova, il 17 aprile 1859 la linea venne ufficialmente aperta al pubblico. Il giorno precedente si era svolta una grande cerimonia di inaugurazione alla quale parteciparono circa 240 invitati: in tale occasione un convoglio percorse l'intera ferrovia da Civitavecchia a Roma e omaggiò il papa donandogli alcuni prodotti locali.
La linea aveva origine presso la stazione di Roma Porta Portese, situata nelle vicinanze dell'omonima porta di Roma, dalla quale si allontanava verso ovest. La ferrovia abbandonava il centro abitato romano e si dirigeva verso la costa tirrenica passando per Magliana, Ponte Galeria, Maccarese e Palo, per poi proseguire verso nord-ovest assecondando il litorale fino a raggiungere Civitavecchia; i 73 chilometri di tracciato venivano coperti in due ore e mezzo. Il parco rotabili impiegabile sulla linea comprendeva undici locomotive a vapore costruite dall'azienda francese Cail & Cie, oltre che una locomotiva costruita in Inghilterra; erano inoltre disponibili 21 carrozze passeggeri di prima classe e 25 carrozze passeggeri di seconda classe. Le rotaie furono fornite dalla Losh, Wilson & Bell Company di Newcastle upon Tyne, in Inghilterra.
Pio IX utilizzò due volte il treno per recarsi in visita a Civitavecchia. Il 2 luglio 1860 e il 7 ottobre 1861 circolarono sulla ferrovia tre vagoni papali, costruiti a Parigi dalla ditta Delettrez per conto della Società Generale delle Strade Ferrate Romane, che in seguito li donò al pontefice. Uno di questi, popolarmente soprannominato "balconata", era aperto su un lato e consentiva al papa di effettuare benedizioni a bordo del convoglio; il secondo conteneva al suo interno una sala del trono, mentre un terzo ospitava una cappella dove il papa poteva celebrare la messa. Conservati per molti anni a Palazzo Braschi, i tre vagoni sono attualmente esposti alla Centrale Montemartini.
Nel 1863 la linea fu collegata alla stazione di Roma Termini con la costruzione del Ponte dell'Industria, allungando il binario di 7 chilometri. Due anni più tardi, il 21 ottobre 1865, la stazione di Civitavecchia venne raccordata al porto cittadino: rinominata "ferrovia Civitavecchia-Civitavecchia Marittima", tale linea rimase in servizio sino al 2000, quando fu sostituita da un nuovo tracciato che raggiungeva la parte più moderna del porto. Nel frattempo, erano stati avviati i lavori di proseguimento della linea verso nord, con l'intenzione di collegarla alla ferrovia Maremmana, che si attestava presso il confine tra Toscana e Lazio e che fu raggiunta nel 1867: il 22 giugno il collegamento ferroviario diretto tra Livorno e Roma divenne effettivo.
Realizzata a binario unico, il successo che ottenne la linea spinse la Società Generale delle Strade Ferrate Romane - nel 1885 divenuta Società per le Strade Ferrate del Mediterraneo - ad attivare il raddoppio di binario sull'intera tratta Civitavecchia-Roma della ferrovia Maremmana, che fu attivato gradualmente tra il 1888 e il 1891. Nel 1905 la gestione della ferrovia passò a Ferrovie dello Stato, che avviò un'importante opera di ammodernamento e sviluppo del tracciato culminata con l'attivazione, il 14 novembre 1938, dell'elettrificazione a 3000 volt a corrente continua. Durante la seconda guerra mondiale la linea subì ingenti danni a causa dei bombardamenti alleati, ma il servizio su di essa venne ripristinato grazie anche all'impiego di rotabili americani. In occasione del campionato mondiale di calcio del 1990 fu realizzata una variante di tracciato nei pressi dell'ingresso della ferrovia a Roma: inaugurata l'11 giugno 1990, la "variante Aurelia" semplificò il percorso della linea riducendone i tempi di percorrenza.

## Caratteristiche
La linea è interamente a doppio binario ed è elettrificata a 3000 V in corrente continua ed è interessata sia dal traffico viaggiatori che da quello merci.

## Traffico
La linea è interessata oltre dal traffico viaggiatori della linea tirrenica, anche dal traffico viaggiatori della linea FL5 del servizio ferroviario regionale del Lazio, che collega Roma Termini con Civitavecchia. La frequenza media è di 30 minuti e tale servizio, gestito da Trenitalia, ha come i principali nodi di interscambio Roma Termini, Roma Ostiense e Roma S. Pietro. 
I treni della linea FL5 sono prevalentemente composti da Vivalto + E.464. Meno frequentemente si vedono i Jazz e i TAF. Dal 2021 sono iniziate le corse degli ETR521 Rock. Il 12 novembre 2021 l'ETR621.002 assegnato al Lazio ha fatto la prima corsa su un regionale Roma Termini - Civitavecchia e ad oggi, dopo le rispettive consegne, su queste tratte è usato l'l’ETR621.